# Joseph Jackson (tir sportif)
Joseph Jackson, né le 23 septembre 1880 à Saint-Louis (Missouri) et mort le 30 décembre 1960 dans le comté de Polk (Floride), est un tireur sportif américain. Il a remporté trois médailles olympiques.

## Palmarès
- Jeux olympiques de 1920 à Anvers (Belgique)
  -  Médaille d'or en carabine libre à 300 m par équipes couché.
  -  Médaille d'or en carabine d'ordonnance à 600 m par équipes couché.
  -  Médaille d'or en carabine d'ordonnance 300 m et 600 m par équipes couché.